# Patrick Rebeaud
 (octobre 2020).
Patrick Rebeaud est un réalisateur français né le 6 juin 1961 à Saint-Étienne. Il est diplômé de l'Institut des hautes études cinématographiques (IDHEC, actuelle Fémis) en réalisation et prise de vues.

## Biographie
En 1981, Patrick Rebeaud réalise des courts métrages pendant ses études dans une école d'art. Il s'agit de films expérimentaux et de films d'animation. L'un d'eux, Dégringolade (coréalisé avec Éric Reynier), est sélectionné au festival de Cannes 1983 dans la section Perspectives du cinéma français. Un autre, Vernissage (coréalisé avec Éric Reynier) est sélectionné au festival de Cannes 1984 dans la section « perspectives du cinéma français, cinéma d'écriture ». Vernissage est réalisé en image par image avec de la peinture à l'huile. Dégringolade est un film tourné en pixilation avec une centaine de figurants qui se déplacent et s'animent en image par image. Les Cahiers du cinéma écrivent à son sujet : « Ingéniosité sans limite des trucages, beaucoup de réel travail, et une modestie à toute épreuve : quel plaisir de voir ça ! ».
Patrick Rebeaud s'oriente ensuite vers des études de cinéma, à l'IDHEC, dont il obtient le diplôme en 1986. Cette période est l'occasion de réaliser des courts métrages en prise de vue réelle, ainsi qu'un film de marionnettes tourné en 35 mm scope Craignos Crading (avec notamment la voix de Guy Piérauld, voix française de Bugs Bunny). Ce film est sélectionné au festival de Cannes 1986 dans la section « perspectives ».
À l'IDHEC, Patrick Rebeaud rencontre notamment Henri Colpi qui le conseille tout au long de sa troisième année.
À partir des années 1990, Patrick Rebeaud réalise des documentaires.
Concessions à perpétuité (sélectionné aux États généraux du film documentaire de Lussas 1997) montre les difficultés rencontrées par des archéologues en plein Paris lors de la construction d'un parking, et la démolition du site mis au jour. Ce film porte un regard quasi sociologique sur l'événement. « Une réussite » selon le quotidien Libération. Le commentaire est dit par Michael Lonsdale. Le livre collectif Émotions patrimoniales décrit ce documentaire comme "un film exceptionnel, l'un des rares travaux documentaires en prise directe sur la temporalité de l'émotion elle-même."
Alain Gibertie vivant décrit le destin d'un homme qui surprend son entourage en décidant de devenir artiste contemporain, ainsi que les incompréhensions qui en découlent, cela jusqu'à son suicide. Ce film rend compte d'une époque (les années 1980/90 très imprégnées des idées des années 1970) et d'un milieu (le monde de l'art de la performance). Il a notamment été projeté le 23 septembre 2006 au cinéma Action Christine à Paris lors de la manifestation artistique Le tas d'esprits initiée par l'artiste Ben (Benjamin Vautier) ; ainsi que le 16 août 2007 dans le cadre du Festival d'Uzeste organisé par le musicien de jazz Bernard Lubat. La musique  du film Alain Gibertie vivant est d'un autre musicien de jazz, Henri Texier.
Bruno Mendonça le voyageur de l'art fait le portrait d'un autre artiste, peintre d'utopies, inventeur d'alphabets secrets, créateur d'objets insolites (sarbacanes, boomerangs, instruments de musiques).
La voix de Mireille relate la vie de la chanteuse Mireille, compositrice ayant révolutionné le monde de la chanson (ouvrant la voie à Trenet, Brassens, Brel) ainsi que l'enseignement dispensé par Mireille pendant plusieurs décennies à la radio et à la télévision dans le cadre de son émission Le Petit Conservatoire de la chanson. Pour ce film, Patrick Rebeaud recueille notamment les témoignages de Jacques Chancel, Jean-Jacques Debout, Marcel Amont, Claude Lemesle, de la sœur de Mireille, de son neveu et des élèves du Petit Conservatoire. La chaîne de la chanson Melody TV qualifie ce documentaire de "sublime".
L'affaire Leprince, le cold case de l’histoire du cinéma relate la vie et la disparition inexpliquée de Louis Aimé Augustin Le Prince, précurseur oublié du cinéma qui a inventé et fabriqué des caméras plusieurs années avant Thomas Edison et les Frères Lumière. Ce film documentaire n’est pas seulement un compte-rendu de ce que l’on savait déjà. Il s’agit d’une enquête. Patrick Rebeaud donne de nouvelles informations, et propose des hypothèses inédites pour tenter d'expliquer la disparition mystérieuse de Leprince. Ce documentaire est sélectionné au Waterloo Historical Film Festival en 2020. Sur la radio Europe 1, Stéphane Bern en dit : « C’est passionnant ! ».
Patrick Rebeaud lance une pétition afin de faire reconnaître l’importance de Leprince dans l’invention du cinéma. Il affirme qu’il a été le premier « à sortir dans la rue avec un appareil de prises de vues et à réussir à y capter les mouvements de la vie quotidienne. » .
Parallèlement à la réalisation de ses films documentaires, Patrick Rebeaud travaille pour la télévision. Il écrit et réalise pour Arte de nombreux sujets de magazines dans le cadre de l'émission Archimède. Bétonite est sélectionné pour le Prix Roberval 2003. Un point c'est tout  est sélectionné au Festival d'Orsay Images de Science en avril 2001. Le cœur net reçoit le Prix d'Alembert 2004 de la société mathématique de France.
Le cœur net (émission de 2002, commentaire dit par François Morel) repose sur l’idée suivante : les médias emploient toujours l’expression « Nombre de manifestants selon la police, nombre de manifestants selon les organisateurs » car on constate des écarts parfois importants entre les résultats des uns et ceux des autres. Pour en avoir le cœur net, Patrick Rebeaud a eu l’idée d’organiser le comptage le plus objectif possible des participants à une manifestation, cela sous le contrôle et la validation d’un statisticien et d’un huissier. Il a en même temps réalisé l’émission qui rendait compte de cette expérience. Aidé de l’outil vidéo, l’équipe  d’Archimède a compté les manifestants un par un. C’est la première fois que cette méthode était employée. Un tel comptage n’a jamais été refait depuis cette émission.
En 2015, Patrick Rebeaud est le co-concepteur du magazine sur l'aviation Tours de piste diffusé sur la chaîne Aérostar TV. Il en réalise les deux premiers numéros en 2015 et 2016. L'épisode Tours de piste à Challes-les-eaux est sélectionné en 2016 aux Icares du Cinéma, 34e Festival International du Film de Vol Libre de Saint-Hilaire du Touvet, dans le cadre de la Coupe Icare, la plus grande manifestation mondiale de vol libre. L'épisode Tours de piste à Chambéry est sélectionné la même année pour la 11e édition de la Soirée du Film Aéronautique et de l'Espace organisée par l'Aéro-Club de France. Les deux épisodes sont sélectionnés à la 1re Rencontre du Film Aéronautique de Fayence.
Par ailleurs, en 1991, Patrick Rebeaud écrit et met en scène une pièce de théâtre Le Rosifeur, et poursuit jusqu'en 1995 une activité de dessinateur.
En 2020, il publie un roman : Danser, ça ne tue pas les taureaux qui relate le dilemme d’un fils de bouchers amoureux d’une femme végan.